# Joshua J. Johnson
Joshua J. Johnson (ur. 10 maja 1976) – amerykański lekkoatleta, sprinter.

## Osiągnięcia
- złoty medal mistrzostw świata (sztafeta 4 × 100 metrów, Paryż 2003), indywidualnie Johnson zajął 6. miejsce w biegu na 200 metrów
- 1. miejsce podczas Światowego Finału IAAF (bieg na 200 metrów, Monako 2003)

Johnson biegł w eliminacjach sztafety 4 × 100 metrów podczas mistrzostw świata w Edmonton (2001). W finale Amerykanie przekroczyli linię mety jako pierwsi, jednak złoty medal został sztafecie USA odebrany z powodu dopingu Tima Montgomery'ego.

## Rekordy życiowe
- bieg na 100 metrów – 9,95 (2002)
- bieg na 200 metrów – 19,88 (2001) najlepszy wynik na świecie w 2001